# 劉俊禎
劉俊禎(1952-)，台灣畫家。為台灣前輩畫家劉啟祥之子，青少年即承自家學，1978 年獲南部展首獎、1979-1980年獲臺陽展金牌及全國油畫展金牌， 1990 年獲邀加入臺陽美術協會。曾任南部展 （台灣南部美術協會）理事長、並為美術比賽如：全國油畫比賽、高雄市美展、南瀛美展、台中縣美展、竹梅源文藝獎等擔任評審，現為臺陽美術協會理事、全國油畫學會理事。
劉俊禎早期油畫系列<廟>繪出高雄鳳山寺廟的古色氣氛，後常以明朗色調反映南島的光影熱度，筆觸大膽而自由奔放，營造出朦朧的而渾融的畫境。中年因長期照顧父親劉啟祥、為南部展與家族事務所勞，經由生命體悟的沉澱，創作漸趨內心的自然發聲，多以生活為題如：<雪山>、<小坪夜色>，轉達自身真實性格，樸實而沈靜。作品多典藏於高雄市立美術館及國立臺灣美術館。

## 外部連結
父子傳承南部展 理事長劉俊禎拓新局
第63年南部展 規模最大也最老